# Ro-116
Ro-116 — підводний човен Імперського флоту Японії, який брав участь у Другій світовій війні.
Ro-116 заклали на верфі компанії Kawasaki у Танагаві (околиця Осаки), а після спуску на воду добудували на верфі Kawasaki в Кобе.
31 травня 1944-го човен вийшов з Японії на захід Каролінських островів, де з району Палау (колись важливий транспортний хаб, а наразі складова частина головного захисного периметра імперії) надійшли повідомлення про якісь ворожі сили. Похід був безрезультатним і 13 квітня Ro-116 повернувся до Японії.
На початку травня 1944-го корабель включили до 51-ї дивізії підводних човнів, яка діяла в Океанії, і 4—10 травня Ro-116 пройшов з Куре на Сайпан (Маріанські острови).
15 травня 1944-го корабель вирушив у похід у межах створення завіси підводних човнів між Труком та островами Адміралтейства на можливому шляху ворожого руху до Палау. За кілька діб американська розвідка перехопила й розшифрувала повідомлення про створення зазначеної завіси, після чого для полювання на японські підводні човни з Гуадалканалу вийшли три ескортні есмінці. Вночі 24 травня в районі за чотири сотні кілометрів на північний схід від островів Адміралтейства Ro-116, що перебував у надводному положенні, був виявлений радаром. Невдовзі човен занурився, але менш ніж за півгодини з ним встановив сонарний контакт ескортний есмінець «інгланд». Останній скинув серію глибинних бомб, що й призвело до загибелі Ro-116, який потонув разом з усіма 56 членами екіпажу.